# Dzierążnia (powiat jędrzejowski)
Dzierążnia – kolonia w Polsce położona w województwie świętokrzyskim, w powiecie jędrzejowskim, w gminie Oksa.
W latach 1975–1998 miejscowość należała administracyjnie do województwa kieleckiego.